# 송지양
송지양(중국어 간체자: 宋继扬, 정체자: 宋繼揚, 병음: Sòng Jìyáng, 1998년 1월 26일 ~ )은 중국의 배우이자 가수이다. 소속사는 송지양 공작실이며 팬덤명은 「양각포(羊角布)」이다. 공식색은 「핑크」이다.  
| 응원 구호                                      |
| "星辰大海, 继扬而航" ("별 바다, 계양을 항해.") |

## 활동

### 2019년: 데뷔 및 활동
2019년 6월 27일, 중국 드라마 진정령(陈情令)에서 효성진(晓星尘)역으로 데뷔했다. 소년강호물어가 먼저 방영되었으나 촬영일 기준 진정령이 데뷔작이다. 이후 진정령 출연 배우들과 6인조 보이 그룹 진정소년으로 데뷔하였다.

### 2020년: 활동
2020년 1월 ~ 2월, 진정소년의 그룹 앨범을 발매하고 활동하였다. 12월 2일, 송지양의 첫 솔로 앨범을 발매하였고 12월 31일, 진정소년의 앨범을 한 번 더 발매하였다.

### 2021년: 활동
2021년 1월 7일, 스케줄 관련 문제로 진정소년의 활동을 공식적으로 종료하였다. 송지양 웨이보 글 참조

### 드라마
| 연도             | 제목                          | 원제         | 배역           |
| 2019년 6월 27일  | 진정령                        | 陈情令       | 효성진         |
| 2019년 7월 10일  | 소년강호물어:강호 소년 이야기 | 少年江湖物语 | 염의사(염대부) |
| 2021년 방영 미정 | 살파랑                        | 殺破狼       | 조춘화         |

### 음원 활동
1. 진정소년(진정소년단 T.U.B.S / 陈情少年) :중국드라마 진정령(陈情令)에 출연했던 배우들로 이루어진 프로젝트성 그룹이다. 진정소년은 우빈(于斌), 송지양(宋继扬), 조욱진(曹煜辰), 이박문(李泊文), 기리(纪李), 정번성(郑繁星)으로 이루어져 있는 6인조 그룹이다.
2. 2020년 12월 2일 첫 솔로곡 서루(西楼, xī lóu)를 발매하였다.

| 연도             | 노래 제목        | 원제           |
| 2019년 2월       | 몽상             | 梦想           |
| 2020년 1월       | 심장 박동의 리듬 | 心跳的节拍     |
| 2020년 2월       | 심지소향적미려   | 心之所向的美麗 |
| 2020년 12월 2일  | 서루             | 西楼           |
| 2020년 12월 31일 | Love:one-act     |                |

### 예능
| 날짜        | 제목                             | 비고    |
| 2019년 12월 | 《소년청학중(少年听学中)》       |         |
| 2020년 1월  | 《사랑은 밥을 따라(爱的来吃饭)》 | 게스트  |
| 2021년 6월  | 《최미여박(最美旅拍)》           | 방영 중 |